# Auto Esporte Clube (Paraíba)
Auto Esporte Clube, meestal kortweg Auto Esporte is een Braziliaans voetbalclub uit João Pessoa in de staat Paraíba. 

## Geschiedenis
De club werd in 1936 opgericht door enkele taxichauffeurs van de stad. De club won al zes keer het staatskampioenschap. 

## Erelijst
Campeonato Paraibano
1939, 1956, 1958, 1987, 1990, 1992